# Port Victoria P.V.8
Port Victoria P.V.8 Eastchurch Kitten là một mẫu thử máy bay tiêm kích của Anh trong Chiến tranh thế giới I, được thiết kế chế tạo tại Trạm Máy bay Thử nghiệm Hàng hải Cảng Victoria trên đảo Grain.

## Tính năng kỹ chiến thuật
Dữ liệu lấy từ War Planes of the First World War: Volume One Fighters 
Đặc điểm tổng quát
- Kíp lái: 1
- Chiều dài: 15 ft 7½ in (4,76 m)
- Sải cánh: 18 ft 11½ in (5,78 m)
- Chiều cao: 5 ft 2 in (1,58 m)
- Diện tích cánh: 106 ft² (9,85 m²)
- Trọng lượng rỗng: 340 lb (155 kg)
- Trọng lượng có tải: 586 lb (266 kg)
- Động cơ: 1 × ABC Gnat, 35 hp (26 kW)

 Hiệu suất bay 
- Vận tốc cực đại: 82 knot (94,5 mph, 152 km/h) trên độ cao 2.500 ft (760 m)
- Trần bay: 14.900 ft (4.540 m)
- Tải trên cánh: 5,53 lb/ft² (27 kg/m²)
- Công suất/trọng lượng: 0,060 hp/lb (0,098 kW/kg)

Trang bị vũ khí

- Súng: 1x Súng máy Lewis .303 in